# عماد عبد السلام رؤوف
عماد عبد السلام رؤوف (بغداد 9 كانون الثاني 1948- 27 حزيران 2021) مؤرخ ومحقق ومفكر عراقي.

## ولادته ونشأته
ولد عماد بن عبد السلام بن رؤوف العطار في بغداد سنة 1367هـ/1948م، قريباً من جامع الإمام الأعظم في الأعظمية شمال بغداد، من عائلة موصلية الأصل عباسية النسب وتلقى علومه الأولية فيها. وبعد السكن سنتين في الأعظمية، انتقلت عائلة عماد إلى محلة السعدون حيث نشأ في طفولتهِ هناك حتى بلغ السادسة من العمر حين انتقل مع أهلهِ إلى دار حديثة في منطقة راغبة خاتون فدرس في مدرسة الحريري ثم مدرسة النيرات ثم مدرسة القبس الابتدائية في محلة العاقولية ثم مدرسة المأمونية الابتدائية في الوزيرية ثم متوسطة الشرقية في راغبة خاتون ثم انتقل أهلُهُ سنة 1961م، إلى منطقة اليرموك ودرس هناك في متوسطة المأمون. كان أبوه عبد السلام موظفاً في مديرية البلديات، قال نوشيروان محمد مجيد في كتابهِ (المؤرخ عماد عبد السلام رؤوف) إن والدهُ عبد السلام "مؤسس أول بلدية في إمارة دبي سنة 1957"، واسم والدة عماد هو فاطمة سعيد، ولهُ أخوان، الأكبر هو نزار، والأوسط عصام، وعماد هو الأصغر، وفي يوم 16 تشرين الثاني سنة 1976، تزوّج عماد من بروين توفيق، وانتقلَ معها إلى بيته الجديد في حي الغزالية، وكان لهُ منها ابنهما رؤوف وفؤاد وفيصل، تخصصت زوجته بروين في التاريخ الآشوري والأديرة القديمة، ونالت درجة الدكتوراة سنة 2014.

## دراسته
دخل جامعة بغداد «كلية الآداب - قسم التاريخ» وتخرج فيها عام 1970م. ثم واصل دراسته العليا في جامعة القاهرة ونال شهادة ماجستير في التاريخ الحديث عام 1973م، عن رسالته (ولاية الموصل في العهد الجليلي 1749-1834). ونال شهادة الدكتوراه عام 1976م في الجامعة ذاتها عن إطروحته (الحياة الاجتماعية في العراق في عهد المماليك 1750-1831).

## نشاطه العلمي والأكاديمي

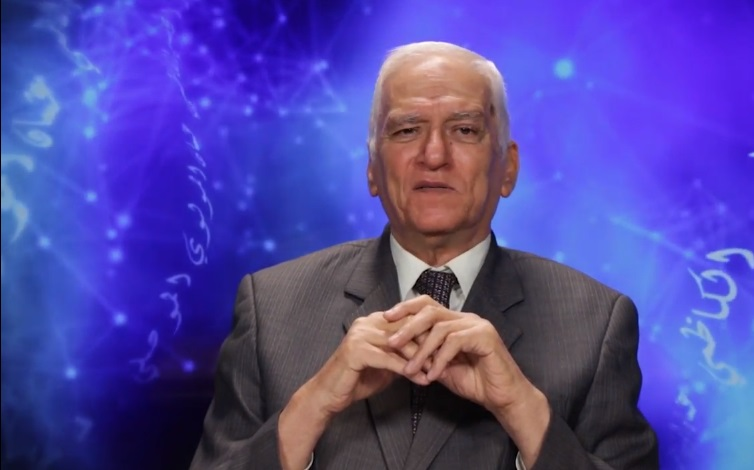
عماد عبد السلام رؤوف أثناء أداء برنامج تلفزيوني "أعلام من العراق" على قناة الرافدين ، 11 أيلول/سبتمبر 2018.

عُيِّن رئيساً لمركز إحياء التراث العلمي العربي في جامعة بغداد. وشغل منصب الاستاذ للتاريخ الحديث في كلية التربية ابن رشد (جامعة بغداد).
أشرف على العديد من طلبة شهادات الماجستير والدكتوراه في التاريخ الإسلامي - كتب عن أعماله عدد من طلاب رسائل الدبلوم العالمي والماجستير والدكتوراه في العديد من الجامعات العربية، وترجمت بعض مؤلفاته إلى عدد من اللغات وبخاصة الإنكليزية والفرنسية والتركية والفارسية والكردية والأندونيسية والصينية، نشر عشرات البحوث في العديد من المجلات العلمية والأكاديمية والمحكمة منها:
مجلة سومر (بغداد)، مجلة المؤرخ العربي (بغداد)، مجلة المورد (بغداد)، مجلة المجمع العالمي العراقي (بغداد)، مجلة آداب الرافدين (الموصل)، مجلة المسلم المعاصر (القاهرة)، مجلة إسلامية المعرفة (ماليزيا) التجديد (ماليزيا) العلم والإيمان (الخرطوم) مجلة جامعة أم القرى (مكة) المعطار (المغرب) الإنسان (باريس) الدراسات الإسلامية (باكستان) مجلة التاريخ الإسلامي (الهند) آفاق الثقافة والتراث (الإمارات العربية المتحدة) حولية كلية الشريعة والقانون والدراسات الإسلامية (الدوحة) الآفاق (عمان) نشر مئات المقالات والبحوث الثقافية والأعمال التاريخية (دراسة وتنظيرا ونقدا وإبداعا) فيما يقارب السبعين مجلة وصحيفة عربية وإسلامية.

## من آرائه
- أهمية التاريخ في حياة الشعوب من خلال تقديمه صورة الجذور التي ينتمي إليها ذلك الشعب، فالتاريخ يمثل الهوية لكل شعب، إذ حينما تختل المفاهيم لا يبقى غير التأريخ هوية ثابتة لشعب من الشعوب. والأمة التي تجهل تأريخها، أمة بلا هوية، ومن لا هوية له، يمكن أن يقع ضحية الآخرين، ويسقط تحت تأثير التحديات المستمرة، وربما اختلت قناعاته وسلك مسلكاً يضر بمصالحه الوطنية.
- علينا أن نتذكر أن الحلم الأمريكي المستقبلي هو مبني أيضاً على فهم للتأريخ. كثيرون يقولون بأن العالم الجديد ولد عند اكتشافه على يد كريستوفر كولومبس، مع أن العالم الجديد هو امتداد للعالم القديم، وهو تطور منه، وهو ولادة جديدة له. الإنسان في أمريكا، هو نتاج تراكمي لحضارات كثيرة استطاع أن يتفاعل معها تفاعلاً حياً لكي يحول هذا التفاعل إلى طاقة تدفعه إلى الأمام. هذه قاعدة عامة، لكن نحن اكتفينا بالنظر إلى الماضي والإعجاب به، بمعنى التوقف عنده وتحويله إلى ما يشبه أن يكون وجبة غذاء لا تنتهي، مع أن وقتها قد انتهى وأصبحنا بحاجة إلى غذاء جديد، أي أن نتوافق مع زماننا الذي نعيش، وأن نبني لزمان مقبل. هم أيضاً استفادوا من حاضرهم ومن ماضيهم، فالحضارة الأمريكية هي بنت الحضارة الأوربية.
- الذين روَّجوا للعولمة على أنها البوتقة الأخيرة لصهر الحضارات في حضارة عالمية واحدة وبشروا بظهور نظام سياسي عالمي واحد يلغي تعددية الأمم وتعددية الثقافات والقوميات والأديان والمفاهيم والقيم، هؤلاء بشروا بنهاية التأريخ. والذين قالوا إن هذه هي نهاية التأريخ، كانوا على صواب، إن كان قصدهم من العولمة إلغاء هذه التعدديات، وهذه الهويات، وهذه القيم، نعم هم على صواب، لأنه لن يبقى هناك شيء سوى نظام شمولي واحد واقتصاد واحد ودولة واحدة تفرض هيمنتها على العالم كله. لكن أرى ان هذا شيء لم يختبر بعد، ونحن لا نستطيع ان نقيم هذه التجربة الجديدة، فهناك من التنوع، ما هو ضروري لاستمرار الحياة، وإلغاء هذا التنوع يعني أن العالم سينتهي كما هم يقولون، ونحن نعتقد إزاء هذا التنوع الشديد في القيم والحضارات والثقافات، أن النهاية التي قالوا بها، هي غير متحققة، وهي في الأقل غير مجربة للآن.
- على هذه الأمم أن تبحث عن نقاط القوة لديها، فاليابان تفرض نفسها بإمبراطوريتها التكنولوجية، والاتحاد الأوروبي يفرض كيانه أو أهميته من خلال ما ينتج، وهكذا الأمم الأخرى، بمعنى أن علينا أن نعمل من أجل أن نرتقي بذواتنا لكي نستطيع أن نقف، لا في القمة مباشرة، لأن هذا ليس باستطاعتنا ولن نستطيع ذلك، إلاّ بعد أجيال لا نعرفها، لكن في الأقل أن نقف في نادي الدول، ولنقل العشرين أو الثلاثين المتقدمة في العالم.
- العلة في تأخرنا في «العمل»، هم عملوا فصنعوا حاضرهم ومستقبلهم، أفادوا من ماضيهم وتفاعلوا معهُ وصنعوا حاضرهم، وهم الآن يبنون لمستقبلهم، ونحن لا نعمل، ولا فرق بيننا وبينهم سوى العمل، وحتى لا نندثر علينا أن نعمل، لأننا في حال اندثارنا سيخسر العالم نفسه، لأنه سيفقد عنصراً يمكن أن يؤدي دورا في استمرار التاريخ، والاندثار ليس القصد به الجانب الفيزيائي بل الجانب المعنوي من الوجود، لأننا سنُطرد من دائرة الحياة ونعيش مستعبدين لأولئك الذين عملوا فاستعبدونا، كما يحدث الآن في العالم فهناك شعوب مهددة بالانقراض، كما هو الحال في أفريقيا المهددة بالانقراض بالمجاعات والحروب الأهلية.[9]

## وفاته
توفي المؤرخ عماد عبد السلام في مدينة أربيل، صباح يوم الأحد 17 ذو القعدة 1442 هـ، الموافق 27 يونيو/ حزيران 2021، عن عمر ناهز 73 عاماً.

## الكتب المحققة
| - 1- زبدة الآثار الجلية في الحوادث الأرضية لياسين العمري، النجف 1974 - 2- الدرر المنظومة والصرر المختومة لخليل البصيري، بغداد 1975 - 3- ديوان العشاري. بالمشاركة مع الحاج وليد الأعظمي، بغداد 1977 - 4- الجواهر وصفاتها وفي أي بلد هي وصفة الغواصين والتجار. القاهرة، دار الكتب المصرية 1976 وأبو ظبي، المجمع الثقافي 1997 - 5- الوقائع الحقيقية في الثورة العراقية لعلي البازركان، الطبعة الثانية (تحقيق وتقديم)، بغداد/ مكتبة النهضة العربية 1991 - 6- مطالع السعود بطيب أخبار الوزير داود باشا (والي بغداد). دراسة وتحقيق. ط1: الموصل، دار الحكمة 1991 وط2: بيروت، العربية للموسوعات 2009. - 7- تاريخ الأسر العلمية في بغداد للسيد محمد سعيد الراوي. دراسة وتحقيق. بغداد، الشؤون الثقافية ط1: 1997، ط2: 2008. - 8- بيوتات بغداد في القرن الثالث عشر للهجرة لعبد الرحمن حلمي العباسي السهروردي. دراسة وتحقيق. بغداد مكتب الجواد 1997. - 9- كتاب الحوادث المسمى بالحوادث الجامعة المنسوب لابن الفوطي، دراسة وتحقيق، بالمشاركة مع بشار عواد معروف، بيروت، دار الغرب الإسلامي 1997 - 10- العراق في وثائق محمد علي، بغداد، بيت الحكمة 1999 - 11- مطالع السعود بطيب أخبار الوزير داود. دراسة وتحقيق. ط1: الموصل، دار الحكمة 1991 وط2: بيروت، العربية للموسوعات 2009. - 12- مذكرات فخري الفخري، دراسة وتحقيق. بغداد، مط المثنى 2000 - 13- الإيضاح والتبيان في المكيال والميزان لابن الرفعة.دراسة وتحقيق. بغداد، الشؤون الثقافية 1980 - 14- ديوان عبد الرحمن السويدي. بالمشاركة مع وليد الاعظمي. بغداد، دار الرجاء 2000 - 15- المملكة العربية السعودية بين الحربين العالميتين، في ضوء تقارير القنصلية العراقية في جدة. عمان، دار دجلة 2006 - 16- تاريخ الزبير والبصرة لابن الإملاس. دراسة وتحقيق، عمان دار دجلة 2006 - 17- حديقة الزوراء في سيرة الوزراء، لعبد الرحمن السويدي، دراسة وتحقيق، بغداد، المجمع العلمي 2002 - 18- تذكرة الشعراء لعبد القادر الشهرباني، الأصل الكامل، دراسة وتحقيق، بغداد، المجمع العلمي، 2002 - 19- دراسات في تاريخ العرب قبل الإسلام والعهود الإسلامية المتأخرة. إعداد وتقديم، جزآن، بغداد، الشؤون الثقافية 2002 - 20- تاريخ القراغول. بغداد، مط أنوار دجلة 2006 - 21- رحلة المطراقي زاده دراسة وتحقيق، أبو ظبي، المجمع الثقافي 2005 - 22- مسالك الأبصار في ممالك الأمصار. الجزء 22، أبو ظبي، المجمع الثقافي 2005 | - 23- النفحة المسكية في الرحلة المكية لعبد الله السويدي. دراسة وتحقيق، أبو ظبي، المجمع الثقافي 2004 وط2: بيروت، العربية للموسوعات 2012 - 24- الدر المنتثر في مؤلفات مجدد القرن الرابع عشر. بغداد، مط أنوار دجلة 2004 - 25- العقد اللامع في آثار بغداد والمساجد والجوامع لعبد الحميد عبادة. دراسة وتحقيق، بغداد، مط أنوار دجلة 2004 - 26- مساجد بغداد في كتابات الأجداد. دراسة وتحقيق، بغداد، دار الرجاء 2006 - 27- مذكرات عبد المجيد محمود، الوزير في العهد الملكي في العراق. لندن، دار الحكمة 2008 - 28- خير الزاد في تاريخ مساجد وجوامع بغداد لمحمد سعيد الراوي. دراسة وتحقيق. ط1 بغداد، الوقف السني 2006 وط2 وزارة الثقافة 2014 - 29- رحلة طه الكردي الباليساني في العراق والأناضول وبلاد الشام ومصر والحجاز. دراسة وتحقيق. ط1: بغداد، الثقافة الكردية 2001، وط2: موكرياني أربيل 2007 - 30- أخبار بغداد وما جاورها من البلاد للسيد محمود شكري الآلوسي. ط1 بيروت، العربية للموسوعات 2008 وط2 وزارة الثقافة 2011 - 31- مذكرات قاسم محمد الرجب. دراسة وتحقيق. بيروت، العربية للموسوعات 2008 - 32- الشجرة الزيوكية، وثيقة نسب أمراء بهدينان وتاريخهم. أربيل، مكتب التفسير 2009 - 33- روضة الأخبار في ذكر أفراد الأخيار. السليمانية، زين 2010، وط2 بيروت، العربية للموسوعات 2011 - 34- الرحلتان الرومية والمصرية. تأليف فضل الله المحبي. تحقيق. دمشق، دار الزمان 2012 - 35- ورود حديقة الوزراء تأليف محمد سعيد السويدي. تحقيق. دمشق، دار الزمان 2012 - 36- بهجة الإخوان في ذكر الوزير سليمان. تأليف محمود الرحبي. تحقيق. دمشق، دار الزمان 2015 - 37- رحلة من نابلس إلى إسلامبول. تأليف عبد القادر أبو السعود المقدسي. دمشق، دار الزمان 2015 - 38- أعمال بلاد الديار المصرية لمؤلف من القرن التاسع للهجرة. تحقيق. القاهرة، المكتب العربي للمعارف 2015 - 39- تذكرة المقتفين. بالمشاركة. تحقيق. الأكاديمية الكردية. أربيل، مط جامعة صلاح الدين 2016 - 40- نزهة الأدباء في تراجم علماء ووزراء وأشراف مدينة السلام بغداد. تحقيق. دمشق، دار الزمان 2016. |

## الكتب المؤلفة
| - 41- مدارس بغداد في العصر العباسي، بغداد، دار البصري 1966 - 42- ولاية الموصل في العهد العثماني، فترة الحكم المحلي، النجف مطلعة الآداب 1975 - 43- دعوة أبي هاشم وحزبه دراسة في فجر الدعوة العباسية. بغداد دار الجاحظ 1978 - موسوعة«الآثار الخطية في المكتبة القادرية». خمسة أجزاء: - 44- الجزء الأول، علوم القرآن والحديث بغداد مطبعة الإرشاد 1973 - 45- الجزء الثاني، الفقه بغداد دار الرسالة 1978 - 46- الجزء الثالث، بغداد دار المعارف 1979 - 47- الجزء الرابع، بغداد دار المعارف 1980 - 48- الجزء الخامس، المجاميع بغداد دار المعارف 1980 - 49- الحدود الشرقية للوطن العربي، بالمشاركة، بغداد دار الحرية 1981 - 50- التاريخ الحديث والمعاصر للوطن العربي، بالمشاركة، بغداد وزارة التربية 1981 - 51- التفريس اللغوي في الاحواز، دراسة وثائقية، بغداد دار الحرية 1982 - 52- إيران منظور تاريخي، بغداد دار الحرية 1982 - 53- إمارة كعب العربية في القرن الثامن عشر، بغداد دار الحرية 1982 - 54- التاريخ والمؤرخون العراقيون في العصر العثماني، الطبعة 1، بغداد دار واسط 1983، والطبعة 2، منقحة ومزيدة، لندن، دار الحكمة 2009. قام الدكتور عبد الوهاب شانغ من مركز الدراسات الإسلامية بجامعة لانجو، بترجمة فصول من كتاب التاريخ والمؤرخون في العهد العثماني إلى اللغة الصينية، اختارها الدكتور جمال الدين فالح الكيلاني، ونشرت بمجلة ولاية قانسو تباعا مع ترجمة وافية بالمؤلف 2016. - 55- لمحات من تاريخ العرب الحديث. بغداد، منظمة العمل العربية 1983 - 56- الآثار الخطية في جامع السيد سلطان علي ببغداد. بغداد، مركز إحياء التراث العلمي 1984 - 57 - معركة عين جالوت. بغداد، دار الحرية 1986 - 58- كانت، ملامح عن حياته وأعماله الفكرية. بغداد، الشؤون الثقافية 1982. ترجم إلى اللغة الكردية بعنوان: كانت، نموونه يه ك زيان وكاره فييكرييه كاني، أربيل 2005. - 59- المدرسة العلية في بغداد، بغداد دار الشؤون الثقافية 1986 - 60- تاريخ الخدمات النسوية العامة في العراق، بغداد، الاتحاد العام لنساء العراق 1986 - 61- كتابة العرب لتاريخهم في العصر العثماني. بغداد، الشؤون الثقافية 1988 - 62- من رواد التربية والتعليم في العراق، محمد رؤوف العطار، بغداد، مط أسعد 1988 - 63- عبد الله السويدي، سيرته ورحلته. بغداد، الشؤون الثقافية 1986 - 64- الأسر الحاكمة ورجال الإدارة والقضاء في العراق في القرون المتأخرة. بغداد مط دار الحكمة 1991. - 65- فهرس مخطوطات السيد محمد سعيد الراوي في بغداد، بغداد، مركز إحياء التراث العلمي العربي 1993 - 66- الأصول التاريخية لأسماء محلات بغداد. بغداد، أمانة بغداد 1994 - 67- ضياء جعفر، سيرة وذكريات. بغداد، مط الأديب 1997 - 68- عادلة خاتون، صفحة من تاريخ العراق. ط1 بغداد، مكتب الجوادين 1998. - 69- مكتبة الشرق، تاريخها ومخطوطاتها، بغداد، دار الرجاء 1998 - 70- الأصول التاريخية لمحلات بغداد. بغداد ط 1 مط المثنى 2004 وط2 وزارة الثقافة 2014 - 71- معالم بغداد في القرون المتأخرة. بغداد، الطبعة الأولى بيت الحكمة 2000، والطبعة الثانية، موسعة، الوقف السني بغداد 2016 | - 72- تاريخ مشاريع مياه الشرب القديمة في بغداد. بغداد، دار الشؤون الثقافية 2001 - 73- تحقيق المخطوطات العلمية. بغداد 2006 - 74- دراسات في علم الأحجار الكريمة عند العرب. بغداد، مطبعة المثنى 2005 - 76- مراكز ثقافية مغمورة في كردستان. ط1: بغداد، دار الثقافة الكردية 1998، ط2: موسعة، أربيل، موكرياني 2008 - 77- هيت في التاريخ. بغداد 2004 - 78- عبلة العزاوي، رحلة بين الماء والطين. بغداد، 2005 - 79- شيخ الإسلام سلطان بن ناصر الجبوري. أربيل 2008 - 80- دراسات وثائقية في تاريخ الكرد الحديث وحضارتهم. ط1 أربيل، وزارة الثقافة 2008 - 81- رحلة القائد التركي سيدي علي ودراسات أخرى. بيروت، العربية للموسوعات 2009 - 82- صفاء الدين عيسى البندنيجي، سيرته ومؤلفاته. أربيل، مط منارة 2009 - 83- محمد سعيد الزهاوي، سيرته ومخطوطاته. أربيل، مط منارة 2009 - 84- السلطان حسين الولي أمير بهدينان. أربيل، مط منارة 2009 - 85- المعجم التاريخي لإمارة بهدينان. الأكاديمية الكردية. أربيل، مط هاشم 2011 - 86- إبراهيم الكوراني الشهرزوري. أربيل، مط منارة 2010 - 87- شواهد المقبرة السلطانية في العمادية. الأكاديمية الكردية. أربيل، مط هاشم 2011 - 88- عبد الكريم قاسم في إضبارته الشخصية. مؤسسة زين، السليمانية 2012 - 89- دراسات وثائقية في تاريخ الكرد الحديث وحضارتهم. طبعة مزيدة بدراسات جديدة. دمشق، دار الزمان 2012 - 90- فهرست مكاتب بغداد الموقوفة. بغداد، ديوان الوقف السني 2013 - 91- العراق كما رسمه المطراقي زاده. بيروت، مؤسسة الأعلمي 2014 - 92- عادلة خاتون صفحة من تاريخ العراق. طبعة مزيدة بوثائق حديدة. دمشق، دار الزمان 2015 - 93- مؤرخون سريان محدثون، دراسة في تطور منهج البحث التاريخي. بيروت، دار الرافدين- كندا 2015 - 94- ألفاظ ريفية مصرية في القرن السابع عشر. القاهرة، المكتب العربي للمعارف 2015 - 95- الخليج العربي في تقارير مراسلي جريدة الزوراء. القاهرة، المكتب العربي للمعارف 2015 - 96- جغرافيا ابن البيطار. القاهرة، المكتب العربي للمعارف 2015 - 97- أمراء وعلماء من كردستان في العصر العثماني. دمشق، المكتب العربي للمعارف 2016 - 98- من تاريخ الخدمات النسوية العامة في بغداد، ترجم إلى الإنكليزية والفرنسية والإسبانية، دار المأمون في بغداد 2014، ونشر بالعربية على الانترنيت، شبكة الالوكة 2015 - 99 - وقف الكتب في بغداد. نشر على الانترنيت، شبكة الألوكة 2015 - 100- جوانب دبلوماسية وثقافية من تاريخ الكرد في العصر العثماني، دمشق، دار الزمان - 101- دراسات في التاريخ والتراث، جزآن، مكتبة التفسير، أربيل 2019. - 102- تقديم ومراجعة كتاب جغرافية الباز الأشهب - للمؤرخ جمال الدين فالح الكيلاني، دار الإسلام بلاهور، 2019. - 103- مذكرات عماد عبدالسلام رؤوف : شيخ المؤرخين والمحققين المعاصرين - تقديم جمال الدين فالح الكيلاني، بعناية رؤوف العطار، دار دجلة في الأردن 2021. |

## انظر
- عبد السلام رؤوف العطار «والد»
- رؤوف العطار «ابن»

## وصلات خارجية
- عماد عبد السلام رؤوف على موقع أرشيف الشارخ.

- عماد عبد السلام رؤوف والتاريخ العثماني - إبراهيم العلاف - المدى -2021.
- عماد عبد السلام رؤوف يستطيع التاريخ تحريك ما هو راكد - جمال الكيلاني - المدى -2021.
- كتاب: مذكرات عماد عبد السلام رؤوف للدكتور رؤوف العطار pdf.